# Entomozoidae
De Entomozoidae zijn een familie van uitgestorven kreeftachtigen uit de klasse van de Ostracoda (mosselkreeftjes).

## Geslachten
- Bisulcoentomozoe Wang & Zhang, 1983 †
- Commotentomozoe Jiang (Z. H.), 1983 †
- Entomozoe Pribyl, 1950 †
- Monosulcoentomozoe Wang (Shang-Qi), 1989 †
- Nehdentomis Matern, 1929 †
- Sineruga Perrier, 2012 †
- Trisulcoentomozoe Wang (Shang-Qi), 1989 †
- Truyolsina Becker & Bless in Becker et al., 1975 †